# Canton Basilea Campagna

Logo

Il Canton Basilea Campagna (tedesco: Basel-Landschaft; francese: Bâle-Campagne; romancio
: Basilea-Champagna; in svizzero tedesco Basel-Landschaft o Baselbiät) è uno dei ventisei cantoni svizzeri. La capitale è Liestal.

## Geografia fisica
Il Canton Basilea Campagna si trova nel nord della Svizzera. Il cantone confina con i cantoni Basilea Città a nord, Soletta a sud, Giura a ovest e Argovia a est, con lo stato tedesco del Baden-Württemberg e il dipartimento francese dell'Alto Reno (Alsazia) a nord. Il cantone è attraversato dalla catena montuosa del Giura. Le sue terre sono bagnate dai fiumi Ergolz e Birsa. Il Canton Basilea Campagna ha 1 exclave Roggenburg nel Canton Giura.

## Storia
Il Canton Basilea Campagna formava, assieme al Canton Basilea Città, il Canton Basilea, finché non si separarono a seguito delle sollevazioni del 1833 (Battaglia di Hülftenschanz vicino a Frenkendorf).
In epoca romana l'area di Basilea era un centro di attività romana. Ci sono resti ben preservati nel sito di Augusta Raurica, nel Canton Basilea Campagna. Attorno al Duecento c'erano circa 20.000 persone che vivevano in quella città, ora parte della molto più piccola Augst. I resti sono ora in mostra in un museo all'aperto. Il museo attrae oltre 140.000 visitatori all'anno. Molti di questi sono scolaresche provenienti da tutta la Svizzera. Il sito di Augusta Raurica comprende, tra le altre cose, l'anfiteatro meglio conservato, a nord delle Alpi, e una villa romana ricostruita.
Le terre del Canton Basilea Campagna costituiscono gran parte delle terre che vennero acquisite dalla città di Basilea fino al XVI secolo. Dopo l'arrivo di Napoleone nel 1798, la Campagna ottenne l'uguaglianza con la Città. Dal punto di vista economico la campagna dipendeva dalla città, probabilmente soprattutto a causa dei bassi livelli di educazione che a quel tempo esistevano nelle aree rurali. La città di Basilea rimane il centro economico e culturale dei due cantoni anche oggi.
Dopo il 1830 ci furono delle accese discussioni politiche nel Canton Basilea. Alcune di queste riguardavano i diritti della popolazione nelle aree agricole. Queste liti culminarono nella battaglia di Hülftenschanz, che portò alla separazione del Canton Basilea Campagna dalla città di Basilea, il 26 agosto 1833.
Fin dal momento della separazione c'è stato un movimento a favore della riunificazione. Questo movimento ha iniziato a guadagnare terreno dopo il 1900 quando molte zone di Basilea Campagna si industrializzarono. I due mezzi cantoni inizialmente concordarono a riunificarsi, ma nel 1969 la popolazione di Basilea Campagna votò a sfavore, in un referendum, allo scopo di mantenere la propria indipendenza. Si ritiene che l'aver colmato il divario economico tra i due cantoni, fu la principale ragione per cui la popolazione cambiò opinione.
Il voto di Basilea Campagna a favore del mantenimento della propria indipendenza non significò la fine delle strette relazioni tra le due Basilee. Da allora, i due mezzi cantoni hanno firmato diversi accordi di cooperazione. I contributi versati da Basilea Campagna all'Università di Basilea, fin dal 1976, sono solo un esempio.

## Economia
Le principali produzioni agricole del cantone sono frutta, prodotti caseari, e allevamento dei bovini. I settori industriali più importanti sono tessile, metallurgico e chimico.
Il Canton Basilea Campagna fa parte dell'area economica che ruota attorno a Basilea, che include anche parti di territorio francese e tedesco. Fin dagli anni sessanta ci sono stati accordi per rafforzare i contatti all'interno della cosiddetta Regio Basiliensis. Questa cooperazione economica viene spesso considerata come la più intensa a livello europeo.
A partire dal XVII, e fino all'inizio del XX secolo, la tessitura della seta fu di primaria importanza nel Canton Basilea Campagna. Le fabbriche vennero fondate già nel 1850, industrie di base come quella chimica, rendono l'area di Basilea una delle più ricche della Svizzera.
L'industria chimica non è l'unico datore di lavoro del cantone. La piccola e media impresa costituisce circa un quarto dell'economia cantonale. Molte di queste imprese sono però dipendenti dall'industria più grande.

## Regioni
Le nove municipalità del distretto di Arlesheim appartenevano tradizionalmente al Principato vescovile di Basilea. Nel 1792 le truppe francesi occuparono il distretto e nel 1793 le terre vennero annesse alla Francia. Nel 1815 dopo il Congresso di Vienna, il distretto si unì a Basilea.
Il distretto di Laufental ha la stessa storia di quello di Arlesheim. La differenza importante è che nel 1815 il Laufental si unì al Canton Berna. Quando nel 1979 venne creato il Canton Giura, il distretto di Laufen divenne un'enclave del Canton Berna. Al distretto venne concessa l'autodeterminazione e nel 1980 la gente decise di unirsi a Basilea Campagna. L'unione avvenne il 1º gennaio 1994, dopo un lungo processo amministrativo.

## Politica
Fin dalla decisione di rimanere indipendente da Basilea Città, nel 1969, ci sono state diverse richieste nel parlamento di Basilea Campagna, per diventare un cantone pieno. Nel 1988 il semi cantone Basilea Campagna fece scrivere questo obiettivo nella sua costituzione. Rimane il proposito di cambiare la costituzione federale svizzera, per far sì che riconosca i due cantoni di Basilea come membri pieni.

## Società

### Evoluzione demografica
La popolazione è prevalentemente di lingua tedesca. I cristiani protestanti sono la maggioranza nel cantone. Tra il 1959 e il 1970 il Canton Basilea Campagna fu quello con il più alto tasso di crescita della popolazione, che passò da 108.000 a 205.000 abitanti.
| %     | Ripartizione linguistica (gruppi principali) |
| ----- | -------------------------------------------- |
| 87,2% | madrelingua tedesca                          |
| 1,5%  | madrelingua francese                         |
| 3,5%  | madrelingua italiana                         |

## Distretti
Il Canton Basilea Campagna è diviso in cinque distretti (Bezirke):
- Bezirk Arlesheim, con capoluogo Arlesheim
- Bezirk Laufen, con capoluogo Laufen
- Bezirk Liestal, con capoluogo Liestal
- Bezirk Sissach, con capoluogo Sissach
- Bezirk Waldenburg, con capoluogo Waldenburg